# Piper City
Piper City – wieś w Stanach Zjednoczonych, w stanie Illinois, w hrabstwie Ford.